# Henri Carrard
Pour les articles homonymes, voir Carrard.
Henri Carrard, né le 2 septembre 1824 à Lausanne et mort dans la même ville le 8 mars 1889, est un enseignant en droit, avocat et conservateur de musée vaudois.

## Biographie
Henri Carrard suit des études de droit à l'Université de Lausanne d'abord puis à Paris et à Berlin. De retour en Suisse, il entre comme stagiaire dans le bureau de l'avocat C. Renevier, dont il devient l'associé. De 1849 à 1862, il exerce la profession d'avocat. En 1862, il est nommé substitut du procureur général et l'année suivante président du tribunal de Lausanne. Henri Carrard devient professeur à l'Académie en 1869 où il enseigne le droit commercial, le droit international public et privé, le droit administratif et le droit public cantonal et fédéral jusqu'à son décès. 
Après le décès de Arnold Morel-Fatio, Henri Carrard est nommé conservateur intérimaire du Musée cantonal d'antiquités en 1887, Henri Carrard figure parmi les promoteurs de la restauration du château de Chillon. Il est également président de la Société d'histoire de la Suisse romande de 1879 à 1884.